# Daniel Turyna
Daniel Turyna (* 26. února 1998, Praha) je český fotbalový útočník, od léta 2019 působí v B-týmu AC Sparta Praha.

## Klubová kariéra
Svoji fotbalovou kariéru začal ve Slavii Praha, v roce 2015 byl vyměněn za Jana Kuchtu do Sparty Praha, kde prošel mládežnickými kategoriemi. V sezoně 2015/16 získal s výběrem U19 mistrovský titul.

### AC Sparta Praha
V A-týmu Sparty debutoval 4. května 2016 v odvetném zápase semifinále českého poháru proti klubu FK Jablonec (prohra 1:2), odehrál 72 minut a vstřelil svůj první gól za první mužstvo. Trenér Zdeněk Ščasný dal v odvetě kvůli velké marodce prostor dorostencům a juniorům, Sparta po prohrách 0:2 a 1:2 do finále nepostoupila.

### FK Senica (hostování)
Před ročníkem 2016/17 odešel na hostování do slovenské klubu FK Senica. Do mužstva s ním přišel také David Březina.
V dresu Senice debutoval 17. července 2016 v ligovém utkání 1. kola proti ŠK Slovan Bratislava (prohra 0:1), když v 77. minutě vystřídal Samuela Mráze. Svou premiérovou branku ve slovenské nejvyšší soutěži a zároveň za Senici vsítil v utkání 5. kola proti FC ViOn Zlaté Moravce, když v 72. minutě dal jediný rozhodující gól střetnutí.

### SK Dynamo České Budějovice (hostování)
V létě 2017 odešel na hostování do SK Dynamo České Budějovice. Tam na podzim odehrál jen tři druholigové zápasy, ve kterých se střelecky neprosadil. I proto bylo hostování, které původně mělo trvat do konce sezóny, ukončeno už po půl roce.

### FC Vysočina Jihlava (hostování)
Po nepovedeném podzimu v Českých Budějovicích v zimě zamířil na další hostování. Do nejvyšší soutěže si ho vytáhla Vysočina Jihlava. Tam v jarní části sezóny 2017/18 neodehrál ani jedno utkání a nedokázal tak zabránit sestupu Jihlavy do druhé ligy. Jeho hostování V Jihlavě ovšem pokračovalo až do konce sezóny 2018/19. V této sezóně odehrál 8 zápasů ve druhé lize, ani jednou se gólově neprosadil. Svou jedinou soutěžní branku v Jihlavě dal 14. srpna 2018 v utkání MOL Cupu proti SFK Vrchovina. Pomohl tak k výhře 3:1.